# Ȩ̌
Cette page contient des caractères spéciaux ou non latins. S’ils s’affichent mal (▯, ?, etc.), consultez la page d’aide Unicode.
Ȩ̌ (minuscule : ȩ̌), appelé E caron cédille, est un graphème utilisé dans l’écriture de certaines langues camerounaises dont le mundani. Il s’agit de la lettre E diacritée d’un caron et d’une cédille.

## Utilisation
En langues camerounaises suivant l’Alphabet général des langues camerounaises, ‹ ȩ › représente un E nasalisé et le caron indique le ton montant. Il ne s’agit d’une lettre à part entière, et elle placée avec le E sans accent ou avec un autre accent dans l’ordre alphabétique.

## Représentations informatiques
Le E caron cédille peut être représenté avec les caractères Unicode suivants :
- composé et normalisé NFC (latin étendu B, diacritiques) :

| formes    | représentations | chaînes de caractères | points de code | descriptions                                        |
| --------- | --------------- | --------------------- | -------------- | --------------------------------------------------- |
| capitale  | Ȩ̌               | Ȩ◌̌                    | U+0228 U+030C  | lettre majuscule latine e cédille diacritique caron |
| minuscule | ȩ̌               | ȩ◌̌                    | U+0229 U+030C  | lettre minuscule latine e cédille diacritique caron |

- décomposé et normalisé NFD (latin de base, diacritiques) :

| formes    | représentations | chaînes de caractères | points de code       | descriptions                                                    |
| --------- | --------------- | --------------------- | -------------------- | --------------------------------------------------------------- |
| capitale  | Ȩ̌               | E◌̧◌̌                   | U+0045 U+0327 U+030C | lettre majuscule latine e diacritique cédille diacritique caron |
| minuscule | ȩ̌               | e◌̧◌̌                   | U+0065 U+0327 U+030C | lettre minuscule latine e diacritique cédille diacritique caron |

## Sources
- (en) Elizabeth Parker et Mary Annett, Mundani-English Lexicon, 1990 (lire en ligne)